# Kabinet-Van Zuylen van Nijevelt
Het kabinet-Van Zuylen van Nijevelt was een conservatief Nederlands kabinet dat regeerde van 1 juni 1866 tot en met 4 juni 1868.
Dit (koninklijke) minderheidskabinet bestond uit conservatieve ministers, onder wie een katholieke conservatief. Het kabinet ging na nederlagen twee keer de strijd aan met de Tweede Kamer. Zowel in 1866 als 1868 werd de Kamer namelijk ontbonden. Pas na een derde nederlaag eindigde deze 'conflictentijd' in een overwinning voor de (liberale) meerderheid in de Tweede Kamer.
Een belangrijk vraagstuk dat tijdens deze periode speelde, was de koloniale kwestie. Daarvoor werd echter geen oplossing gevonden. Verder stond de buitenlandse politiek centraal, en dan vooral de positie van Luxemburg, waarvan koning Willem III groothertog was.

## Aantreden
Het kabinet trad aan op 1 juni 1866 nadat het kabinet-Fransen van de Putte was afgetreden.

## Samenstelling
| Minister van Buitenlandse Zaken en premier                                                  | Jules van Zuylen van Nijevelt                        | conservatief |                                          |
| Minister van Justitie                                                                       | Eduardus Josephus Hubertus Borret                    | cons. kath   | 1 juni 1866 - 10 november 1867           |
| Minister van Justitie                                                                       | Jan Heemskerk                                        | conservatief | 10 november 1867 - 4 januari 1868 (a.i.) |
| Minister van Justitie                                                                       | Willem Wintgens                                      | cons. lib.   | 4 januari 1868 - 4 juni 1868             |
| Minister van Binnenlandse Zaken                                                             | Jan Heemskerk                                        | conservatief |                                          |
| Minister van Financiën                                                                      | Rutger Jan graaf Schimmelpenninck van Nijenhuis      | conservatief |                                          |
| Minister van Oorlog                                                                         | Johannes Adrianus van den Bosch                      | conservatief |                                          |
| Minister van Marine                                                                         | Gerhard Christiaan Coenraad Pels Rijcken             | conservatief |                                          |
| Minister van Koloniën                                                                       | Pieter Mijer                                         | conservatief | 30 mei 1866 - 17 september 1866          |
| Minister van Koloniën                                                                       | Nicolaas Trakranen                                   | conservatief | 17 september 1866 - 20 juli 1867         |
| Minister van Koloniën                                                                       | Johannes Jerphaas Hasselman                          | conservatief | 20 juli 1867 - 4 juni 1868               |
| Minister van Zaken der rooms-katholieke Eredienst                                           | Aloysius Franciscus Xaverius Luyben                  | cons. kath   | 15 januari 1868 - 4 juni 1868            |
| Minister van Zaken van de Hervormde en andere Erediensten, behalve die der rooms-katholieke | Constantijn Theodoor baron van Lynden van Sandenburg | cons. prot.  | 15 januari 1868 - 4 juni 1868            |

### Mutaties
- Nadat de Tweede Kamer op 26 juni 1867 met 59 tegen 4 stemmen een amendement-Fransen van de Putte had aangenomen op het door minister Trakranen ingediende wetsontwerp inzake de uitgifte van gronden op Java, trad de minister af. Hij werd opgevolgd door de Tielse burgemeester Hasselman, die eerder resident was in Nederlands-Indië.

- Op 10 november 1867 overleed minister Borret. Zijn opvolger was het conservatieve Tweede Kamerlid Wintgens.

- Na het opnieuw instellen van de departementen voor de erediensten werden een katholiek (Luyben) en een protestant (Van Lynden van Sandenburg) benoemd als minister van deze departementen.

## Bijzonderheden
Minister Heemskerk besloot in 1867 dat tot bestrijding van veepest vee kon worden onteigend en afgemaakt.

## Verhouding tussen parlement en regering

### Ontbinding Tweede Kamer in 1866
Kort na het aantreden van het kabinet werd minister Mijer van Koloniën, die als koloniaal specialist minister was geworden, benoemd tot gouverneur-generaal. De meerderheid van de Tweede Kamer bekritiseerde deze handelwijze. Door het kabinet werd die kritiek beschouwd als een aanval op de koning, die formeel het opperbestuur over de koloniën had en de benoeming had gedaan.
De meerderheid van de Tweede Kamer wees echter op de ministeriële verantwoordelijkheid: de ministers zijn verantwoordelijk voor de daden van de koning. De Kamer nam daarop op 27 september 1866 met 39 tegen 23 stemmen een motie-Keuchenius aan, die uitsprak 'dat de gedragslijn van het kabinet ten opzichte van het uittreden van de minister van Koloniën' wordt afgekeurd.
Op deze afkeuring volgde al de volgende dag het besluit tot ontbinding van de Tweede Kamer. In een proclamatie (zonder contraseignering) richtte de koning zich hierna tot de kiezers en riep hen op bij de noodzakelijk geworden verkiezingen de kant van de regering te kiezen. De proclamatie werd tegelijk met de stembriefjes aan de kiezers gezonden. De verkiezingen van 30 oktober 1866 leidden evenwel niet tot grote veranderingen in de krachtsverhoudingen: de liberalen bleven in de meerderheid. Het kabinet bleef desondanks aan.

### Ontbinding Tweede Kamer in 1868
In 1867 stelde de Franse keizer Napoleon III aan Willem III voor Luxemburg aan hem af te staan tegen een geldelijke schadevergoeding van vijf miljoen gulden. De Pruisische kanselier Bismarck deed naar buiten toe voorkomen alsof hij zich daartegen niet zou verzetten. Een positieve uitspraak hierover wilde Pruisen echter niet doen. Pas toen de zaak bijna rond was, werd door Pruisen oorlogszuchtige taal gesproken. De overdracht aan Frankrijk ging toen niet door.
Op een door Rusland in Londen belegde conferentie werd Luxemburg neutraal verklaard; ook Nederland zal, zo verklaarde minister Van Zuylen van Nijevelt, die neutraliteit garanderen.
In de Tweede Kamer was er weinig instemming met het beleid van Van Zuylen. Formeel had Nederland niets met Luxemburg te maken en het afgeven van een garantie was niet in het landsbelang. De slechte verhouding tussen meerderheid en kabinet kwam tot uiting in de verwerping van de begroting van het ministerie van Buitenlandse Zaken op 26 november 1867. Het kabinet bood daarop zijn ontslag aan. De koning weigerde dit ontslag en ontbond op 3 januari 1868 wederom de Tweede Kamer.
De verkiezingen van 23 januari 1868 leidden net als in 1866 nauwelijks tot een veranderde samenstelling van de Tweede Kamer. Het kabinet bleef desondanks wederom aan. 

### Aftreden van het kabinet
Tegen de handelwijze van het kabinet kwam Thorbecke op. Een kabinet kon volgens hem niet blijven zitten als het geen vertrouwen heeft in het parlement. In een motie-Blussé van Oud-Alblas sprak de meerderheid op 23 maart 1868 uit dat een ontbinding van de Tweede Kamer niet in het landsbelang zou zijn. Korte tijd later (op 28 april) werd de begroting voor Buitenlandse Zaken voor de tweede maal verworpen. Het kabinet bood wederom zijn ontslag aan.
Vijf Eerste Kamerleden riepen de Eerste Kamer bijeen om te bezien of dat college zich met een adres tot de koning moest richten. In dat adres zou aan de koning moeten worden gevraagd af te zien van een derde Kamerontbinding. Dat bleek echter niet nodig, want er was inmiddels al een formatie aan de gang. Die leidde uiteindelijk tot vorming van het liberale kabinet-Van Bosse-Fock, dat aantrad op 4 juni 1868. Het parlement was als overwinnaar uit de strijd gekomen.
Schimmelpenninck ·
De Kempenaer-Donker Curtius ·
Thorbecke I ·
Van Hall-Donker Curtius ·
Van der Brugghen ·
Rochussen ·
Van Hall-Van Heemstra ·
Van Zuylen van Nijevelt-Van Heemstra ·
Thorbecke II ·
Fransen van de Putte ·
Van Zuylen van Nijevelt ·
Van Bosse-Fock ·
Thorbecke III ·
De Vries-Fransen van de Putte ·
Heemskerk-Van Lynden van Sandenburg ·
Kappeyne van de Coppello ·
Van Lynden van Sandenburg ·
Heemskerk Azn. ·
Mackay ·
Van Tienhoven ·
Röell ·
Pierson ·
Kuyper ·
De Meester ·
Heemskerk ·
Cort van der Linden ·
Ruijs de Beerenbrouck I ·
Ruijs de Beerenbrouck II ·
Colijn I ·
De Geer I ·
Ruijs de Beerenbrouck III ·
Colijn II ·
Colijn III ·
Colijn IV ·
Colijn V ·
De Geer II ·
Gerbrandy I ·
Gerbrandy II ·
Gerbrandy III ·
Schermerhorn-Drees ·
Beel I ·
Drees-Van Schaik ·
Drees I ·
Drees II ·
Drees III ·
Beel II* ·
De Quay ·
Marijnen ·
Cals ·
Zijlstra* ·
De Jong ·
Biesheuvel I ·
Biesheuvel II* ·
Den Uyl ·
Van Agt I ·
Van Agt II ·
Van Agt III* ·
Lubbers I ·
Lubbers II ·
Lubbers III ·
Kok I ·
Kok II ·
Balkenende I ·
Balkenende II ·
Balkenende III* · 
Balkenende IV ·
Rutte I ·
Rutte II · 
Rutte III ·
Rutte IV ·  
Schoof

* rompkabinet